# 訖解尼師今

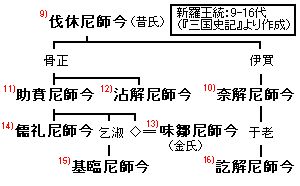
三国史记中的新罗国世系

訖解尼師今（？—356年），新羅第16代君主。奈解王與紅帽夫人之孫、父大將軍昔于老太子，母為助賁王與阿爾兮夫人之女命元夫人。 
父于老事君有功，累官為舒弗邯，見訖解狀貌俊異、心膽明敏、為事異於常流，便對諸侯說「興吾家者、必此兒也」。  
基臨尼師今薨、無子，群臣商議奉立幼有老成之德的訖解。
在位期間，於312年與倭聯姻，但於345年解除。 公元346年，倭軍入侵，圍金城。伊伐康世曰：「倭賊遠道而來，其鋒不可當，不若靜待其師老。」訖解尼師今同意，閉門不出。倭軍食盡將退之際，命令康世率勁騎追撃。

## 家庭
- 父亲：昔于老
- 母亲：命元夫人昔氏
- 王妃：金氏，家世不详
- 女儿：昔氏夫人，曾经许婚倭国
- 女儿：昔氏夫人，實聖尼師今的后宫
- 子：昔甫
- 子：昔聖化
  - 孙子：昔成遠